# 金海湖駅
金海湖駅（きんかいこえき）は、上海市奉賢区金海公路の西側、沢豊路の南側にあり、上海軌道交通5号線の地下駅で島式ホームを持つ。

## 駅構造
金海湖駅は地下2階に島式ホームを有し、ホーム上にはフルスクリーンタイプのホームドア、バリアフリーのエレベーター、トイレを備えられており、駅は青い湖の水と波の要素で飾られている。合計3つの地上出入口がある。
| 地上階  | 出入口                            | 1-3出入口                            |
| 地下1階 | 駅舎                              | 発券サービス、自動券売機、有人案内所 |
| 地下2階 |                                   | ←■5号線莘荘方面（望園路駅）          |
| 地下2階 | 島式ホーム、左側のドアが開く      |                                      |
| 地下2階 | ■5号線奉賢新城方面（奉賢新城駅）→ |                                      |

## 駅周辺
| 出入口    | 行先     |
| --------- | -------- |
| 1番出入口 | 金海公路 |
| 2番出入口 | 金海公路 |
| 3番出入口 | 沢豊路   |

- 金海湖（上海之魚）

## 隣の駅
上海軌道交通
■5号線本線
望園路駅 - 金海湖駅 - 奉賢新城駅